# Gordon Square
Gordon Square est une place et un parc public, situés dans le quartier londonien de Bloomsbury. Le site fait partie du Bedford Estate et a été conçu comme faisant partie d'une paire avec le Tavistock Square voisin. Il appartient à l'université de Londres. 

## Histoire et bâtiments

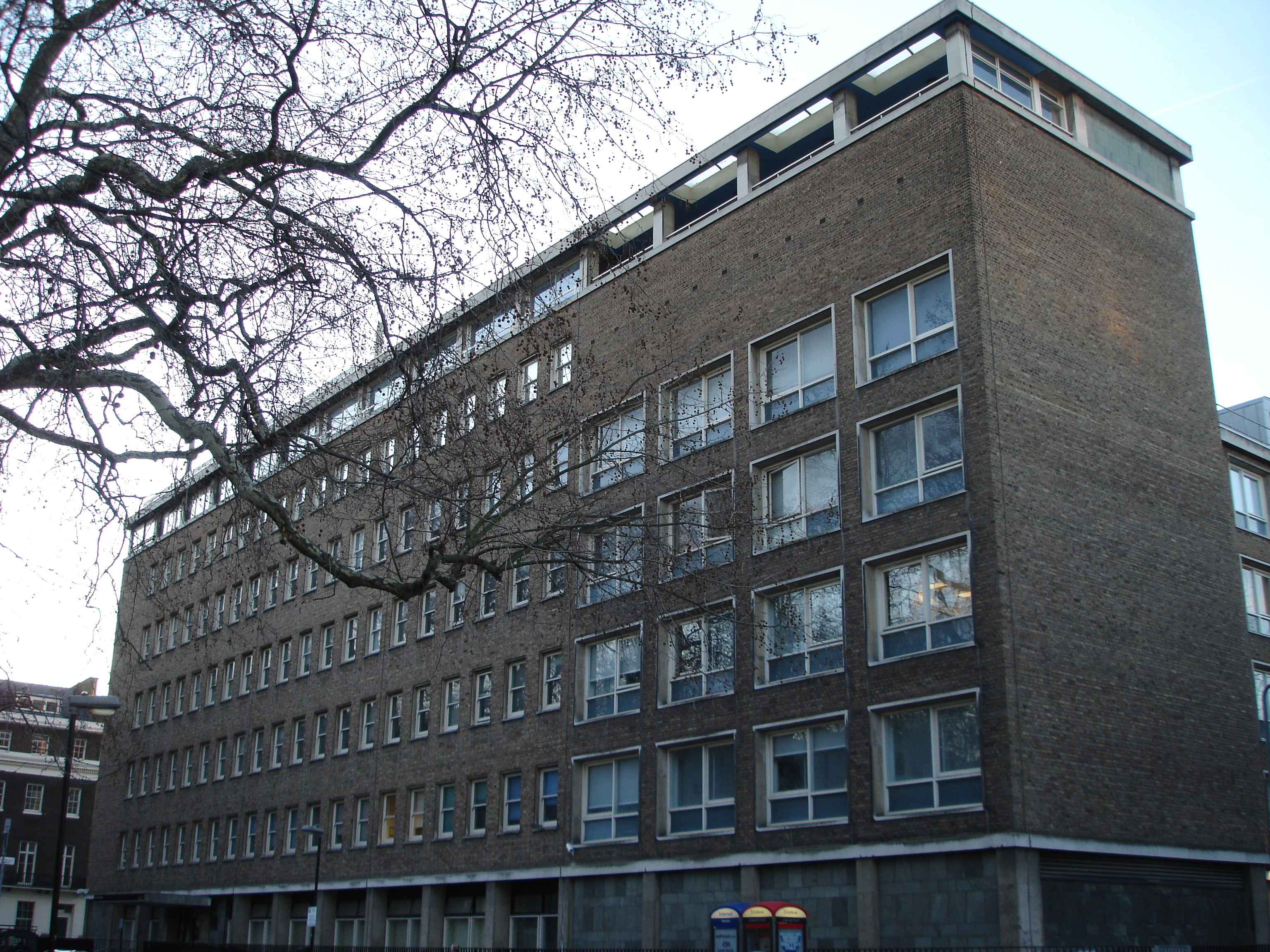
Institut d'archéologie, University College London, sur le côté nord de la place.

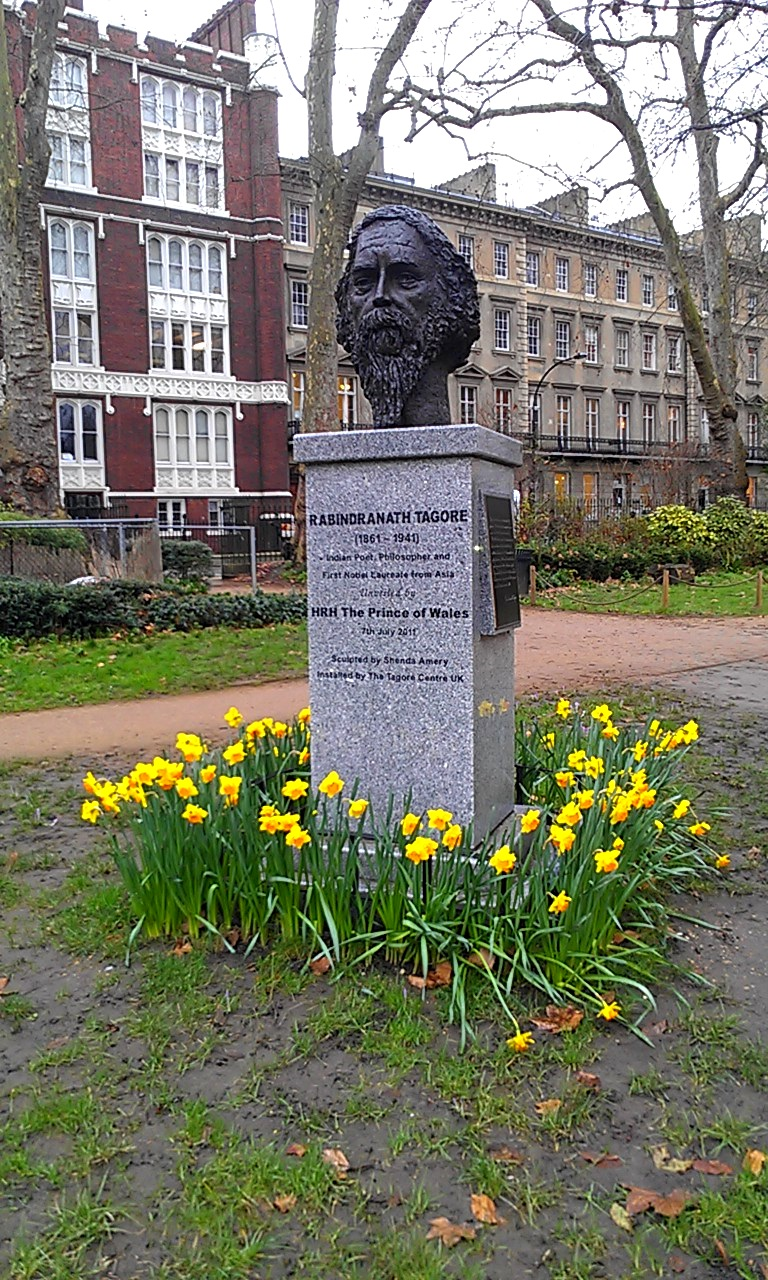
Buste de Rabindranath Tagore à Gordon Square.

La place a été développée par le maître d’œuvre Thomas Cubitt dans les années 1820, comme faisant partie d'une paire avec Tavistock Square, qui a les mêmes dimensions. Comme pour la plupart des places de Londres, le jardin central était à l'origine à l'usage privé des résidents des maisons environnantes, mais il appartient désormais à l'université de Londres et est ouvert au public. La place porte le nom de la deuxième épouse du 6e duc de Bedford, Lady Georgiana Gordon, fille d'Alexander Gordon, 4e duc de Gordon. L'université possède la plupart des bâtiments de la place et, au début de 2005, elle a déposé une demande de rénovation de la place, y compris la remise en état de garde-corps similaires aux originaux. Les travaux ont été achevés en 2007. Le côté ouest de la place est dominé par l'église classée Church of Christ the King (Bloomsbury) et à côté d'elle le siège de la Dr Williams's Library, deux sites administrés par l'université. 
L'Institut d'archéologie, un département de l'University College de Londres, se trouve sur le côté nord de la place. L'organisation Campaign for Science and Engineering et le laboratoire urbain de l'UCL ont leur siège à Gordon House, à l'angle nord-ouest de la place. La rue Gordon mène du coin nord-ouest au théâtre Bloomsbury à proximité. L'Institut Warburg est situé dans le coin sud-ouest de la place, en face de Tavistock Place. 
Les numéros 16 à 26, du côté ouest de la place, ne furent achevés qu'en 1855 et représentent certains des derniers bâtiments créés par Thomas Cubitt. Ils hébergent désormais principalement des départements académiques de l'UCL. Par exemple, le numéro 22 abrite le Département des études scientifiques et technologiques.

## Résidents notables

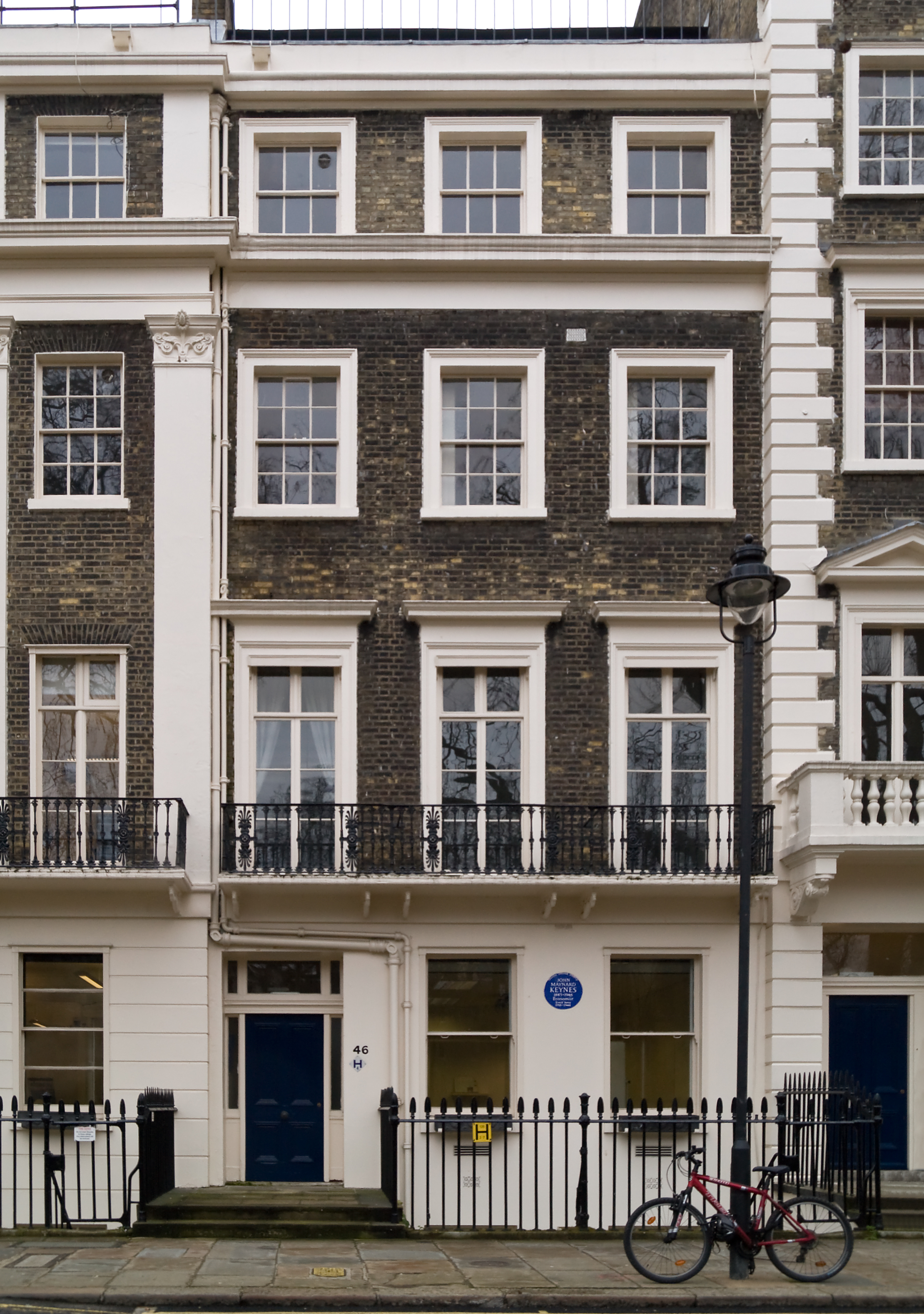
46 Gordon Square, où Virginia Woolf a vécu avec ses frères et sœurs de 1904 à 1907. et où John Maynard Keynes a vécu de 1916 à 1946.

L'économiste John Maynard Keynes vivait au 46 Gordon Square marqué par une plaque bleue. Avant que Keynes n'emménage, la même maison était occupée par Virginia Woolf, sa sœur l'artiste Vanessa Bell, leurs frères et sœurs et fréquentée par d'autres membres du Bloomsbury Group . L'écrivain et biographe Lytton Strachey habitait au n° 51. Les maisons 43 à 46 sont désormais occupées par la School of Arts de Birkbeck, université de Londres.

## Voir également
Les autres sites du Bedford Estate à Bloomsbury comprenaient: 
- Bedford Square
- Bloomsbury Square
- Russell Square
- Tavistock Square
- Torrington Square
- Woburn Square